# DivX
DivX là codec của MPEG-4. DivX là một thương hiệu của sản phẩm được tạo ra bởi DivX, Inc (trước đây là DivXNetworks, Inc). "DivX" là viết tắt của "Digital Video Express". Đây là codec phổ biến được rất nhiều đầu đọc DVD hỗ trợ. DivX đã trở thành phổ biến do khả năng của nó để nén các đoạn video dài thành các kích cỡ nhỏ trong khi duy trì chất lượng hình ảnh tương đối cao. Ví dụ nếu đem so sánh giữa MPEG-2 với DivX thì chất lượng tương đương, nhưng nhờ bit-rate thấp hơn nên Video của DivX nhẹ chỉ bằng một nửa so với MPEG-2.
Có hai DivX codec là MPEG-4 Part 2 codec DivX thường và H.264/MPEG-4 AVC codec DivX Plus HD. Đây là một trong nhiều codec thường để nén, nhờ đó mà âm thanh và video đa phương tiện được chuyển giao cho một ổ đĩa cứng.